# ビシャーラ・アル＝フーリー

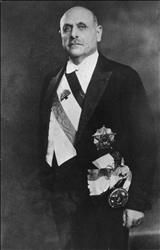
ビシャーラ・アル＝フーリー

ビシャーラ・ハリール・アル＝フーリー（アラビア語: بشارة خليل الخوري、英語: Bechara Khalil El Khoury、1890年8月10日 - 1964年1月11日）は、フランス委任統治時代から独立後まで活躍したレバノンの政治家。キリスト教マロン派（マロン典礼カトリック教会）の出身であり、委任統治時代には、2度レバノンの首相を務めた。宗派を同じくするエミール・エッデとは、シャルル・ダッバス大統領時代に後継の座を争った。
フーリーの政治スタンスはエッデと対照的であり、いわゆる「大レバノン」を維持するためには、イスラームのリーダーとの強調が必要であるという姿勢を採った。そのため、1936年1月の大統領選出のための議会での投票においては、1票差でエッデに敗れてしまった。
1943年、フランスへの依存を強めるエッデの姿勢に対し、フーリーの目標はレバノンの完全独立の達成にあった。9月に大統領に選出されたが、フーリーの大統領就任をフランスは快く思っていなかった。11月11日、フランスはフランス海兵隊とセネガル軍を派遣してフーリーを逮捕し、エッデの擁立に踏み切った。だが、フーリーの逮捕は主要6宗派の団結をもたらすという結果に終わり、11日後フーリーは釈放され、大統領に返り咲いた。現在では、フーリーの釈放の日が独立記念日とされている。
フーリー時代のレバノンは、首相をスンナ派出身のリヤード・アッ＝スルフが務め、各宗派間のバランスをとる政治運営が行われた。レバノンの不文律は、1943年のペトロ・トゥラード大統領の議席案（国会議席を55議席とし、6対5の比率でマロン派とムスリムで分け合う）、大統領、首相、国会議長のポストをそれぞれ、マロン派、スンナ派、シーア派が分け合うというものであり、この慣習は、1989年のターイフ合意まで継続された。このバランスの上で、1948年に導入された為替及び自由経済政策は、レバノン経済の繁栄をもたらした。
だが、宗派間のバランスをとりながらの政権運営は、腐敗に陥りやすいという欠陥を持っていた。フーリー政権もその側面を否定することは出来ず、1948年に勃発した第一次中東戦争ではイスラエルに完敗し、アラブの大義を失うなどの失態も演じた。また、10万人規模のパレスチナ難民の受け入れは、将来のレバノンにおいては人道的に評価されるものの、実際的な政治運営に禍根を残した。
フーリーの権威の失墜は、1951年7月のスルフの暗殺に始まる。スルフの存在がムスリムの不満をそらすことを可能にしていたが、その死はムスリムの意見をまとめる人物がいなくなったことを意味し、ドゥルーズ出身のカマール・ジュンブラートの台頭を許すこととなった。
翌年、政権運営が困難になったフーリーは9月18日に大統領を辞任した。4日間のフアード・シハーブ暫定政権を経た後に、フーリーと同じマロン派のカミール・シャムーンが大統領となった。